# Ковальков, Владислав Тимофеевич
Владислав Тимофеевич Ковальков (11 марта 1934, Иркутск, РСФСР, СССР — 5 июля 2003, Москва, Россия) — советский и российский актёр кино и озвучивания.

## Биография
Родился 11 марта 1934 года в Иркутске в полноценной семье матери и отца. Позже семья переехала в Ригу, где прошли его детство и юность.
Учился в средней школе, по её окончании в 1952 году отправился в Москву, где поступил на актёрский факультет ВГИКа в мастерскую Ю. Я. Райзмана. Впервые появился в эпизодической роли фильма «Переполох». В 1957 году завершил обучение во ВГИКе и по распределению попал в состав Студии киноактёра при киностудии «Ленфильм». В период работы с Ленфильмом занялся озвучиванием (дубляжом). В 1962 году перешёл в актёрский штат Киностудии имени М. Горького. Играл много в кино, озвучил свыше 50 работ.
Скончался 5 июля 2003 года на 70-м году жизни по причине болезни. Похоронен на Востряковском кладбище в Москве.

### Личная жизнь
Жена — Людмила Михайловна. Познакомились в середине 1970-х годов в метро. Прожили вместе около тридцати лет. Усыновил сына Людмилы от первого брака. Вместе воспитывали мальчика по имени Евгений.

## Творчество

### Фильмография
- 1954 — Переполох — студент
- 1956 — Солдаты — Иван Седых
- 1957 — На переломе — секретарь Саша
- 1958 — В дни Октября — Николай
- 1958 — Город зажигает огни — Федя
- 1958 — Дом напротив — Игорь
- 1958 — Шофёр поневоле — посетитель столовой
- 1959 — Когда начинается юность — Кирилл Марчак
- 1959 — Повесть о молодожёнах — сосед по общежитию
- 1959—1961 — Поднятая целина — казак
- 1960 — Дама с собачкой — эпизод
- ? — Киевлянка — Степан
- 1961 — Горизонт — шофёр
- 1963 — Им покоряется небо — лётчик
- 1964 — Лёгкая жизнь — эпизод
- 1964 — Пока фронт в обороне — Логвин
- 1965 — Перекличка — лейтенант
- 1965 — Сердце матери — эпизод
- 1966 — Не самый удачный день — Владислав Тимофеевич
- 1967 — Взорванный ад — эпизод
- 1968 — Утро долгого дня — Морозов
- 1969 — Кура неукротимая — Алексей Осипович Черняевский
- 1970 — Гибель Чёрного консула — Красовский
- 1973 — Надежда — марксист-кружковец
- 1973 — Семнадцать мгновений весны (10 серия) — эксперт
- 1974 — Засекреченный город — водитель автобуса
- 1974 — Опасная игра — милиционер
- 1975 — Что человеку надо — батя
- 1977 — Миг удачи — Смирнин
- 1979 — Ералаш (22 выпуск) — завуч
- 1979 — Сыщик — капитан
- 1980 — Ночное происшествие — врач
- 1980 — Через тернии к звёздам — астронавт
- 1980—1981 — Долгая дорога в дюнах — Тимофей
- 1981 — Верное средство — инспектор ГАИ
- 1983 — Комета — телеведущий
- 1984 — ТАСС уполномочен заявить… — Владислав Тимофеевич
- 1985 — Не ходите, девки, замуж — шофёр Василий
- 1986 — Сигнал с моря — Матвеев
- 1987 — Случай в аэропорту — Пётр Михайлович
- 1990 — Нелюдь — Белов
- 1990 — Подземелье ведьм — Крылов
- 1991 — Когда опаздывают в ЗАГС — таксист в аэропорту
- 1992 — Разыскивается опасный преступник — генерал-майор
- 1992 — Чёрный квадрат — эпизод
- 1994 — Мастер и Маргарита — критик Латунский
- 1995 — Авантюра — следователь